# Goudoumaria
Goudoumaria es una comuna rural de Níger perteneciente a la región de Diffa. En 2012 tenía una población de 100 559 habitantes, de los cuales 51 444 eran hombres y 49 115 eran mujeres. Desde la reforma territorial de 2011, la comuna forma por sí misma uno de los seis departamentos de la región; antes pertenecía al departamento de Maine-soroa.
Por su ubicación en el Sahel, ha sido un área dedicada tradicionalmente al pastoreo, con pequeñas zonas de agricultura de lluvia en el sur. La localidad fue fundada en la primera mitad del siglo XIX por habitantes del pueblo de Kaoura, una localidad actualmente desaparecida que se ubicaba cerca de Gouré. Desde 2015, el pueblo ha albergado a numerosos refugiados nigerianos que huyen del grupo terrorista Boko Haram; estos refugiados se habían alojado primero en la capital regional Diffa, pero la ciudad fue atacada por los terroristas en febrero de ese año.
Se ubica sobre la carretera RN1, a medio camino entre Diffa y Zinder.